# Evert Cornelis
Evert Cornelis   (Amsterdam, 5 de desembre de 1884 - 23 de novembre de 1931) fou un director i organista holandès.
Era fill del litògraf Arnold George Cornelis i d'Evertje Oostervink. Va créixer en un entorn reformat i no musical, però el seu talent va sortir a la llum en una etapa inicial.
El 6 de febrer de 1908 es va casar amb Hilda Whitley. Van tenir una filla i un fill, Evert Cornelis (jr.), Que es va convertir en advocat i després de la Segona Guerra Mundial va ser director i intendent de diverses institucions culturals, incloses la "Residentie Orkest", el Holland Festival i la "De Nederlandse Opera".

## Vida i treball
Primers anys
Amb el suport de Daniel de Lange, Cornelis va rebre una beca a l'escola de música i als 15 anys va anar al Conservatori d'Amsterdam. Els seus professors eren Jean-Baptiste de Pauw (orgue i piano) i Bernard Zweers (composició). Després d'obtenir el Prix d'Excellence per a orgue el 1904, fou organista a Ouderkerk aan de Amstel i més tard, fins al 1923, a l'"Oude Lutherse kerk" d'Amsterdam. Fins i tot llavors era conegut per la seva variada elecció de repertori. D'aquesta manera va defensar la música de Max Reger, que llavors es considerava "difícil".
Com que el seu interès es va dedicar més a la direcció, el 1904 va ser tutor a la Royal Flemish Opera d'Anvers i, posteriorment, ajudant de direcció a l'"Òpera Nederlandsche" de Cornelis van der Linden reunida momentàniament. Entremig, va acompanyar la cantant soprano Alida Lütkemann (1869 - 1932) en una gira per les Índies Holandeses Orientals i Austràlia el 1907.

## Orquestra Concertgebouw
Després d'haver preguntat sense èxit a Willem Mengelberg el 1908 si podia esdevenir segon director de l'Orquestra del Concertgebouw, aquest el va convidar a fer-ho el 1909. Al principi tenia una posició subordinada, però a poc a poc va aconseguir fer-se indispensable. Es va ampliar el repertori d'aquesta orquestra tant amb la música clàssica contemporània i la música antiga, en la qual Mengelberg i l'altre segon conductor Cornelis Dopper estaven menys interessats. Les seves preferències també incloïen la música de Debussy i Ravel.
El 1918-19 es va implicar en el conflicte entre Matthijs Vermeulen i la junta de l'Orquestra Concertgebouw. Vermeulen havia llançat un atac personal contra Dopper i va criticar les polítiques del programa de Mengelberg en termes sòlids. Quan el conflicte va augmentar, un concert d'Evert Cornelis va ser interromput per activistes, inclosos l'artista i activista Erich Wichman i el compositor Daniël Ruyneman. En fer-ho, va declarar obertament que estava d'acord amb les crítiques de Vermeulen i els seus partidaris. Això li va costar la seva feina com a segon director d'orquestra. Mengelberg va demostrar que veia una amenaça en l'ambiciós i progressista Cornelis. Fins i tot va parlar del "cop d'Estat d'Evert Cornelis", que, tanmateix, només va participar indirectament en el rebombori i fins i tot després del seu acomiadament va continuar testificant "de l'extraordinària importància de Mengelberg com a director d'orquestra".

## (USO)
Durant diversos anys es va dedicar principalment a tocar en solitari, música de cambra, direcció coral i acompanyament de la soprano belga Berthe Seroen (1882-1957), amb qui va treballar durant un total de catorze anys. Les tardes de Seroen-Cornelis, en què es van introduir cançons de compositors francesos com Ernest Chausson, Henri Duparc, Gabriel Fauré, Claude Debussy i Maurice Ravel, van tenir un gran èxit.
El 1922 va ser nomenat director titular de l'Orquestra Municipal d'Utrecht (USO). La brusca sortida del seu predecessor Jan van Gilse - després de conflictes prolongats amb Willem Pijper i amb la direcció de la sala de concerts Tivoli - havia desmoralitzat l'orquestra, però Evert Cornelis va aconseguir tornar-la a bon port i a un alt nivell. Amb una tria atrevida i ben pensada de repertori, que va proporcionar amb notes detallades del programa, va introduir molta música holandesa i estrangera del segle XX (de Stravinski, Honegger, Bartók, Kodály, Schönberg i Webern) entre d'altres), però també d'altres períodes d'estil. Va ser un dels pocs directors que en aquells dies van programar simfonies d'Anton Bruckner. Els crítics van elogiar especialment la seva interpretació de la Simfonia en re menor de César Franck. Va ser un defensor del compositor francès Charles Tournemire, que li va dedicar dues obres. Amb la USO també va oferir concerts d'òperes completes, com Pelléas et Mélisande de Debussy, amb Berthe Seroen en el paper de Mélisande. També va escollir música britànica que poques vegades apareixia als Països Baixos, de Frederick Delius i Ralph Vaughan Williams, entre d'altres. Els seus programes van fer tanta impressió que 25 anys després de la seva mort, el publicista musical Wouter Paap va escriure: "Per als coneixedors de la música és un gran plaer passar pels programes d'Evert Cornelis, ja que és un plaer per als coneixedors del vi, per considerar el catàleg del seu comerciant de vins".
També va ser pioner en el camp de l'autèntica interpretació de la música barroca, per exemple en l'ús del clavicèmbal per al baix continu. Després de la mort de Johan Schoonderbeek el 1927, també va dirigir la "Dutch Bach Society" i va ser el primer a interpretar la Passió de Sant Mateu i la Passió de Sant Joan de Bach de forma completa sense les denominacions habituals. També va ser el primer dels Països Baixos a gravar el Messies de Haendel, que sempre es cantava en alemany, mentre que text utilitzat habitualment era l'anglès.
Tot i la mala salut, Cornelis era considerat un músic actiu i treballador. Patia una malaltia incurable, es va aixecar del llit dotze dies abans de la seva mort per dirigir un concert de subscripció. Poc abans dels seus 47 anys, va morir a la seva ciutat natal, Bilthoven.

## Pòstumament
Des del 1954, un retrat d'Evert Cornelis, pintat a l'oli per Willem van Nieuwenhoven (1879-1973), està penjat al vestíbul del director del Concertgebouw d'Amsterdam.
L'Utrecht Tívoli Vredenburg té un bust de bronze d'Evert Cornelis realitzat per l'escultor Gra Rueb (1885-1972), que es va donar a conèixer el 1956 a l'antiga Tivoli.